# Алішер Рахімов
Алішер Рахімов (23 жовтня 1977, Ургенч, Узбецька Радянська Соціалістична Республіка) — узбецький професійний боксер, чемпіон Азії серед аматорів.

## Аматорська кар'єра
На чемпіонаті Азії 1997 в категорії до 51 кг здобув дві перемоги, а у фіналі програв Прамуансак Фосуван (Таїланд) і отримав срібну медаль.
1999 року, здобувши три перемоги, став чемпіоном Азії в категорії до 54 кг. Восени на чемпіонаті світу 1999 програв в першому бою Камілю Джамалутдінову (Росія).
На Олімпійських іграх 2000 вибув з боротьби за медалі у чвертьфіналі.
- В 1/16 фіналу переміг Чо Сок Хван (Південна Корея) — RSC
- В 1/8 фіналу переміг Хічема Білда (Алжир) — 17-8
- В чвертьфіналі програв Раїмкулю Малахбекову (Росія) — 10-16

На чемпіонаті світу 2001 програв в першому бою Артуру Мікаеляну (Греція).

## Професіональна кар'єра
2004 року дебютував на професійному рингу. Бої проводив переважно в Узбекистані і Росії.
Не маючи поразок, 3 жовтня 2009 року завоював титул інтернаціонального чемпіона за версією WBC в легкій вазі.